# Tramwaj piętrowy

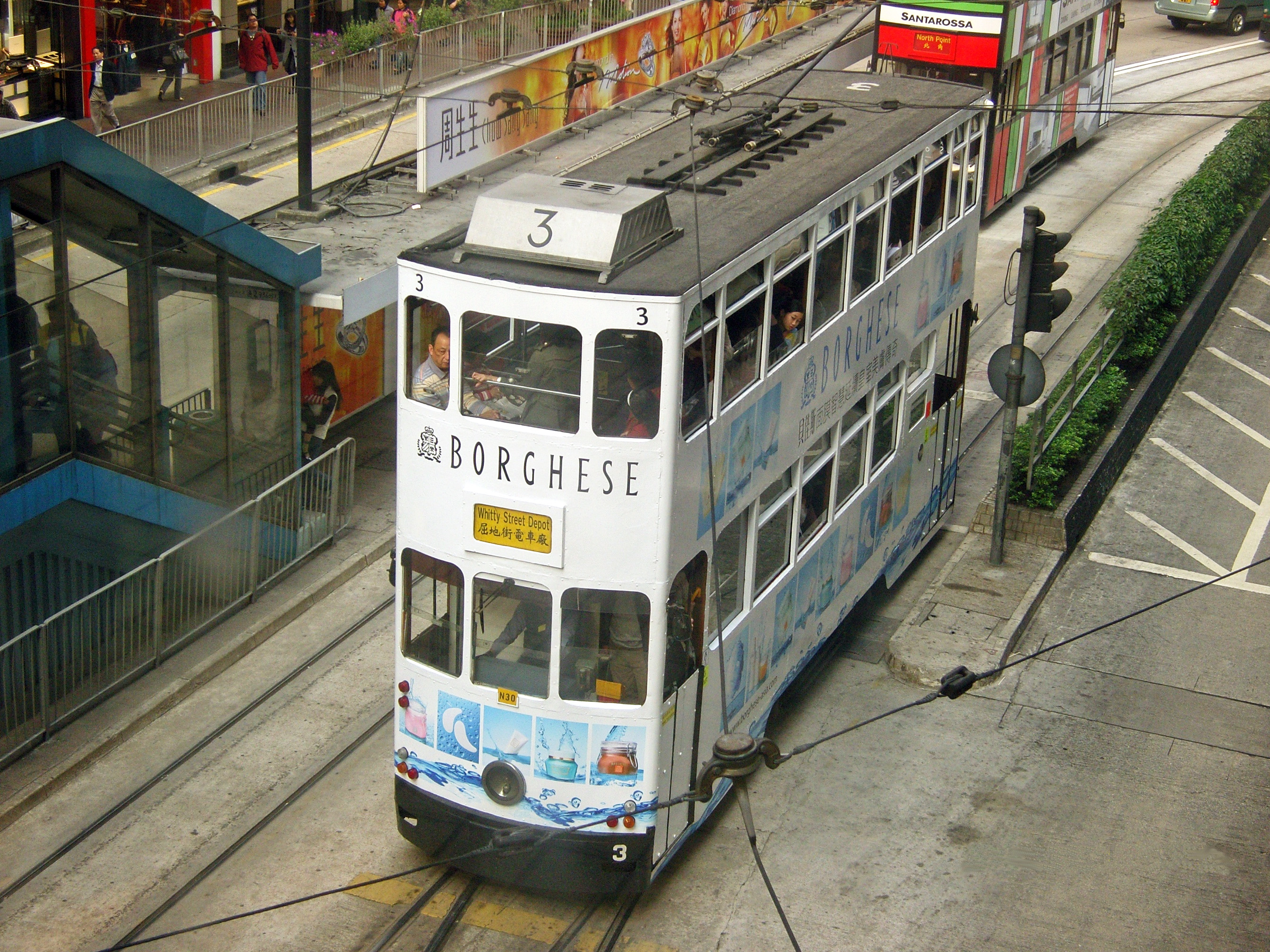
Tramwaj piętrowy w Hongkongu

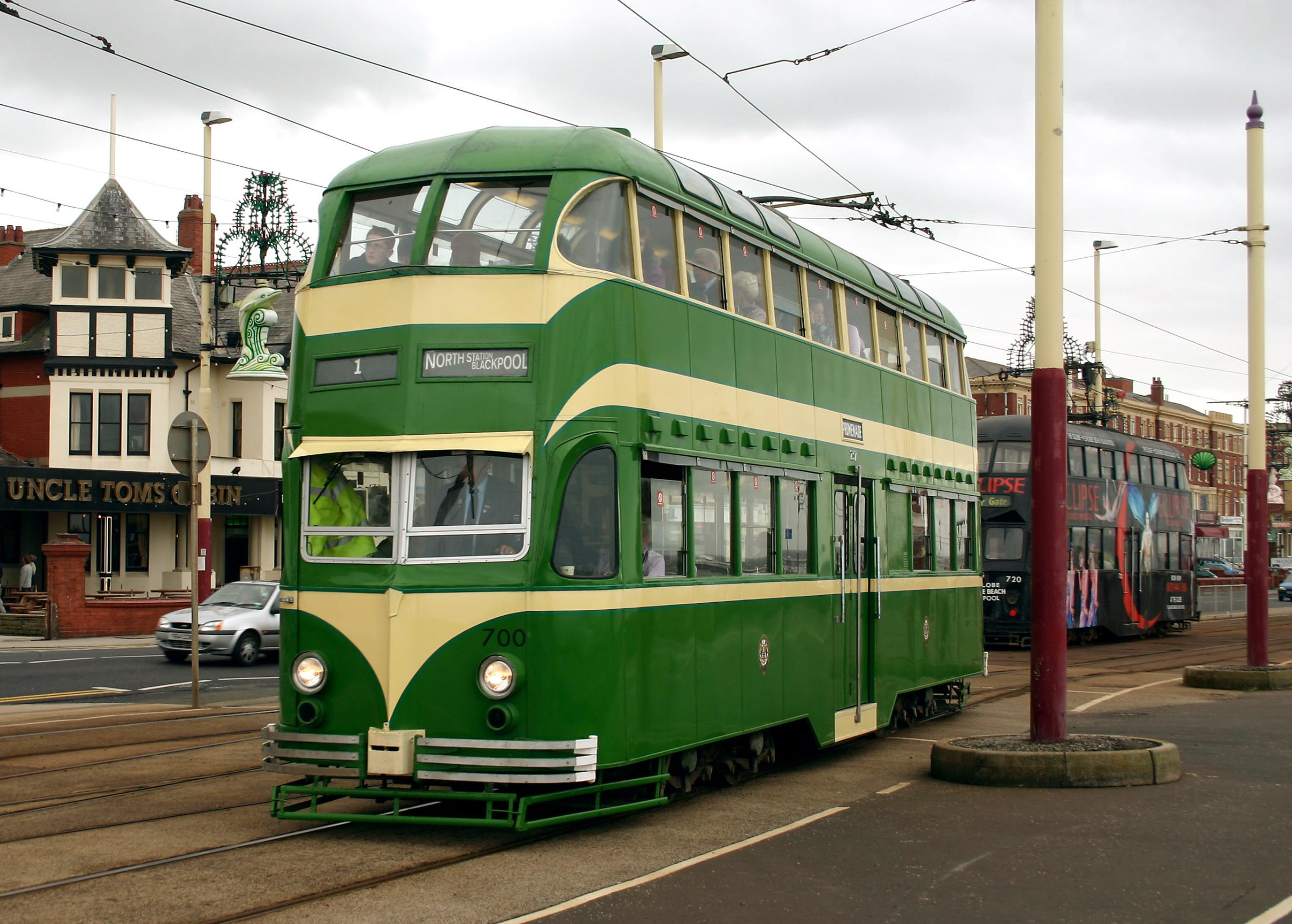
Tramwaj piętrowy w Blackpool, w Anglii

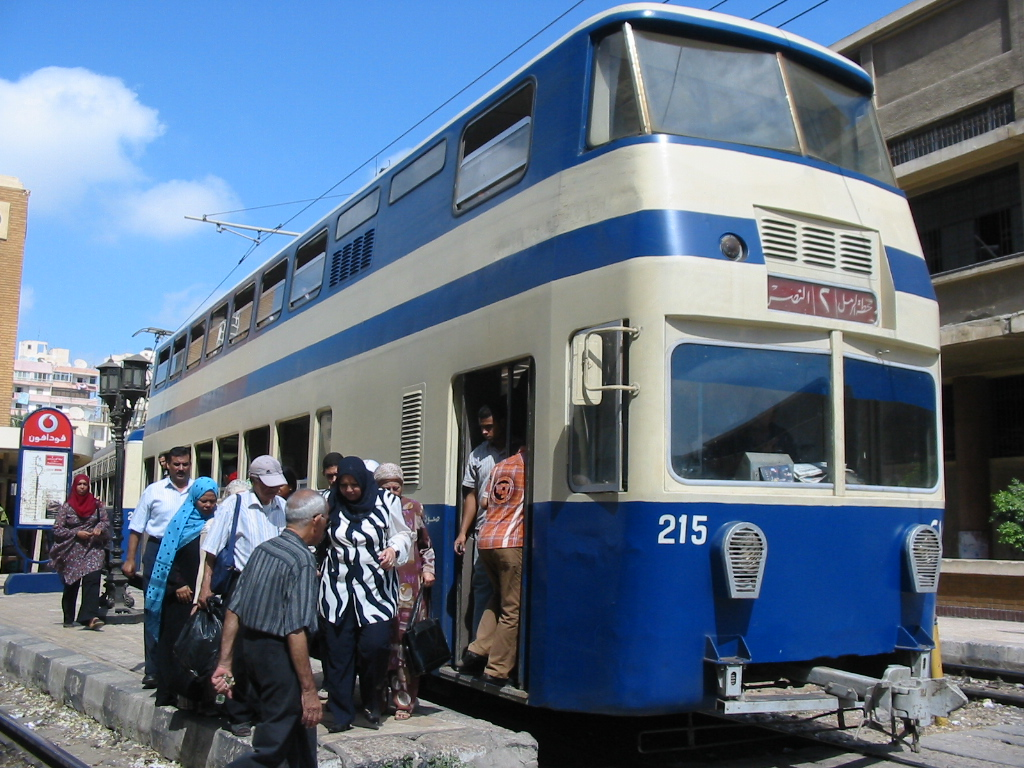
Tramwaj piętrowy w Aleksandrii

Tramwaj piętrowy – tramwaj posiadający dwa poziomy (piętra) do przewozu pasażerów.
Największa liczba tramwajów piętrowych wykorzystywana jest w Hongkongu, gdzie stanowią one całość floty składającej się ze 163 pojazdów. Pierwsze tramwaje piętrowe pojawiły się tam w 1912 roku. Poza Hongkongiem tramwaje piętrowe używane są w Blackpool (Anglia) oraz w Aleksandrii (Egipt).
W przeszłości tramwaje piętrowe można było spotkać w wielu miastach Europy i byłego imperium brytyjskiego, m.in. w Paryżu, Londynie, Sheffield, Glasgow, Johannesburgu, Bombaju, Hobart czy Christchurch.  Większość z nich zniknęła z ulic w okresie od lat 30. do lat 60. XX wieku, często w wyniku likwidacji systemów tramwajowych w tych miastach i zastępowania ich komunikacją autobusową bądź trolejbusową.
Podstawową zaletą tramwajów piętrowych jest powiększona względem standardowych tramwajów ładowność nieskutkująca zwiększoną długością pojazdu. Do głównych wad należą wydłużony czas wsiadania i wysiadania pasażerów oraz zwiększone ryzyko wywrócenia pojazdu na skutek wykolejenia.